# Léon Fagel
Pour les articles homonymes, voir Fagel.
Léon Fagel né le 19 janvier 1851 à Valenciennes (Nord-Pas-de-Calais) et mort le 20 mars 1913 à Cousolre (Nord) est un sculpteur français.
Buste de Joseph François Dupleix en bronze à l'Institut de Chandernagor, au Bengale Occidental en Inde.

## Biographie

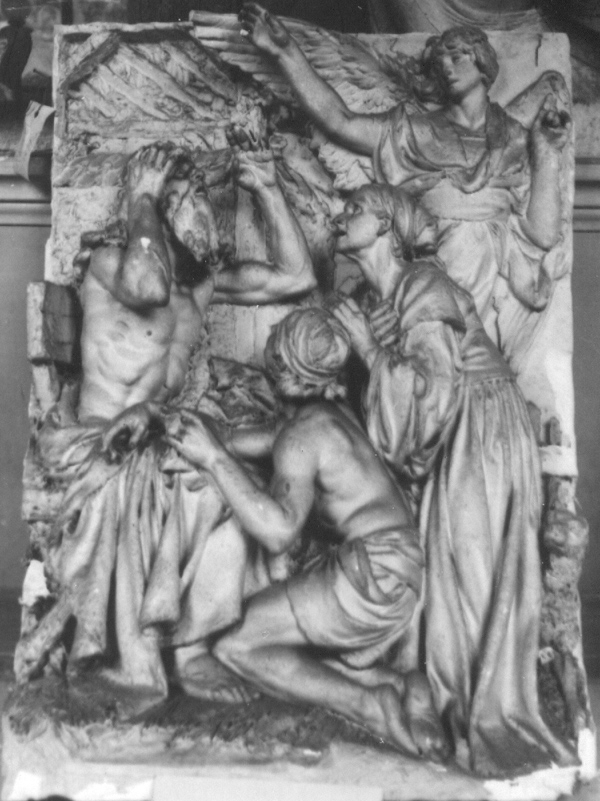
Le jeune Tobie rendant à la vue à son père (1879), Paris, École nationale supérieure des beaux-arts.

Élève de René Fache à Valenciennes, Léon Fagel poursuit ses études, en 1868, à l'École des beaux-arts de Paris auprès de Jules Cavelier.
Il obtient le second prix de Rome en 1875 et remporte le premier prix en 1879 avec un haut-relief, Le Jeune Tobie rendant la vue à son père. Il devient pensionnaire de la villa Medicis de 1880 à 1883.
Plus particulièrement connu pour ses bustes, entre autres ceux de Jean-Baptiste Carpeaux — exposé au Salon de 1911 — et de Charles-François Daubigny, il est également l'auteur de statues, monuments et bas-reliefs.
Il réalise le Monument à Jean-Baptiste de Lamarck au jardin des plantes de Paris, érigé en 1909 à la suite de la souscription internationale lancée en 1906 par les professeurs du Muséum national d'histoire naturelle afin de rendre hommage au naturaliste.
Il est l'un des artistes choisis pour le décor sculpté du Petit Palais à Paris et, avec Jean-Baptiste Hugues, il exécute le bas-relief en pierre Les Arts et Métiers de la façade principale.
Sa réalisation la plus importante est le Monument de Wattignies, érigé sur la place Vauban à Maubeuge et inaugurée par le président Sadi Carnot en 1893.
Il est membre de la délégation de la Société nationale des beaux-arts en section sculpture de 1901 à 1905.
Il est nommé chevalier de la Légion d'honneur en 1893, puis promu officier de ce même ordre en 1903. En 1908, il est nommé Rosati d'honneur.
Il meurt à Cousolre le 20 mars 1913. Il est inhumé au cimetière Saint-Roch de Valenciennes, près de la tombe d'Ernest-Eugène Hiolle.

## Œuvres dans les collections publiques
- Angers, musée des Beaux-Arts :
  - Esquisse du monument Lamarck, terre cuite[6] ;
  - Esquisse du monument Lamarck, plâtre[7] ;
  - Esquisse du monument Lamarck, plâtre[8].
- Auvers-sur-Oise : Monument à Charles-François Daubigny, 1906[9].
- Avesnes-sur-Helpe : Monument au Tambour Stroh, 1905[10].
- Bernay, musée des Beaux-Arts : La Sculpture, statue en plâtre.
- Boulogne-sur-Mer, cimetière de l'Est : Buste d'Ernest Hamy[11].
- Colombes, musée municipal, le buste de Jean-Joseph Henrotte, banquier.
- Landrecies : Monument à Joseph François Dupleix.
- Maubeuge : Monument de Wattignies, 1893[3].La Sculpture, Orléans, parc Louis-Pasteur.

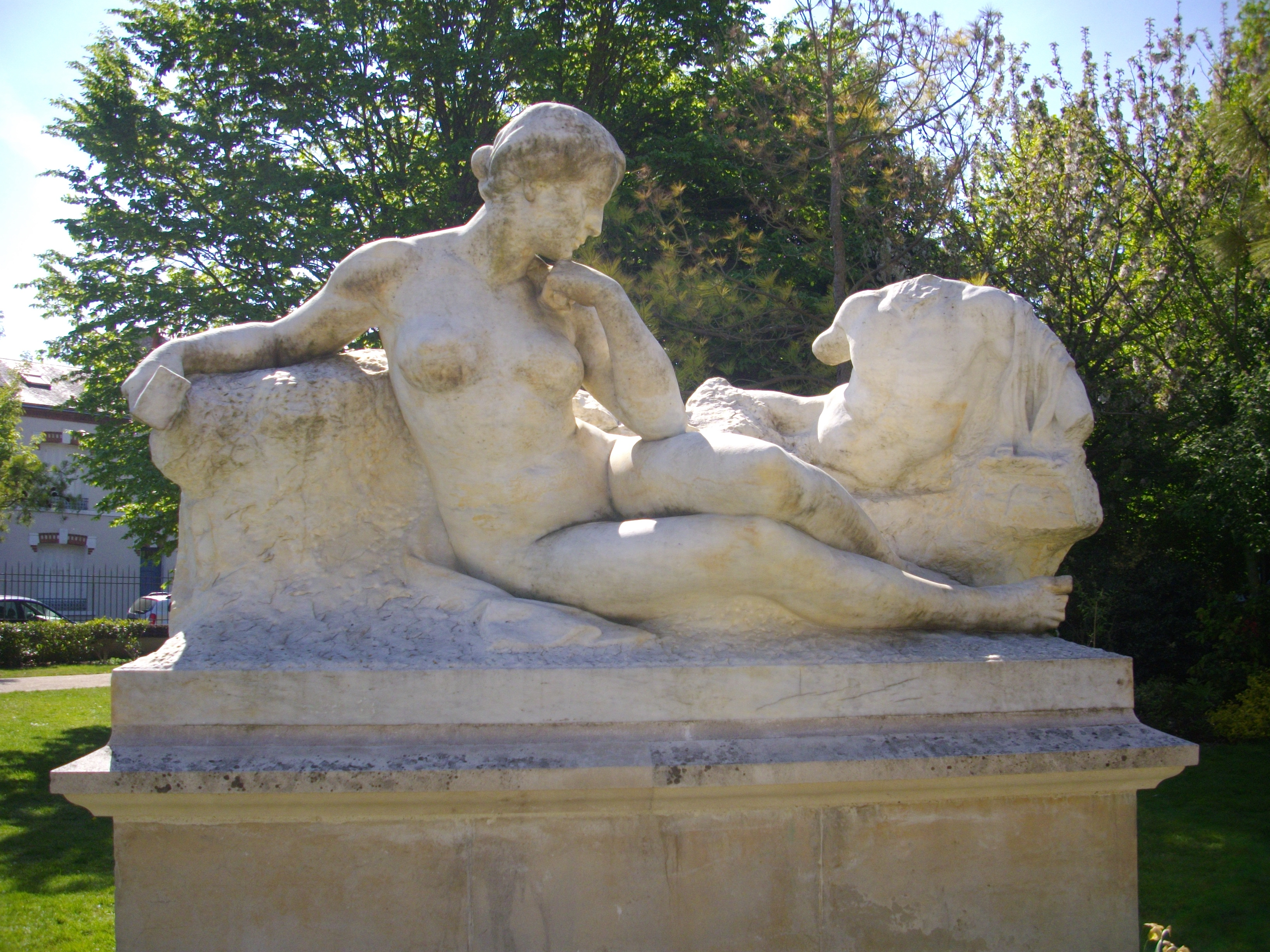
La Sculpture, Orléans, parc Louis-Pasteur.

- Nantes, musée d'Arts : Le Greffeur, 1896, plâtre.
- Orléans, parc Louis-Pasteur : La Sculpture, statue[12].
- Paris :
  - cimetière du Montparnasse, 28e division : Germaine Perron, haut-relief en marbre blanc ornant sa sépulture.
  - cimetière du Père-Lachaise :
    - Alice Julie Justine Ozy, statue ornant sa sépulture[13] ;
    - Jules Cavelier, buste ornant sa sépulture.

  - École nationale supérieure des beaux-arts : Le Jeune Tobie rendant la vue à son père, haut-relief en plâtre[14].
  - Jardin des plantes :
    - Monument à Jean-Baptiste de Lamarck ;
    - Monument à Michel-Eugène Chevreul.

  - musée du Louvre : Vieille femme assise, s'appuyant sur des bâtons, 31,4 × 24,2 cm, dessin à la mine de plomb pour le projet de la statue Le Fardeau de la vie[15].
  - musée d'Orsay :
    - Monument à Jean-Baptiste Carpeaux, esquisse en terre cuite[16] ;
    - Printemps, statuette en pierre[17].

  - Petit Palais, façade principale : Les Arts et Métiers, bas-relief, en collaboration avec Jean-Baptiste Hugues[18].
  - Sorbonne, salle des Autorités : La Faculté des lettres, statue[19].
  - square Carpeaux : Monument à Jean-Baptiste Carpeaux.
- Roubaix, hôtel de ville, façade : les trois bas-reliefs à droite[20].
- Valenciennes, musée des Beaux-Arts :
  - Catherine Joséphine Raffin, plâtre[21] ;
  - La Première Offrande d'Abel, 1887, statue en marbre.

Œuvres de Léon Fagel
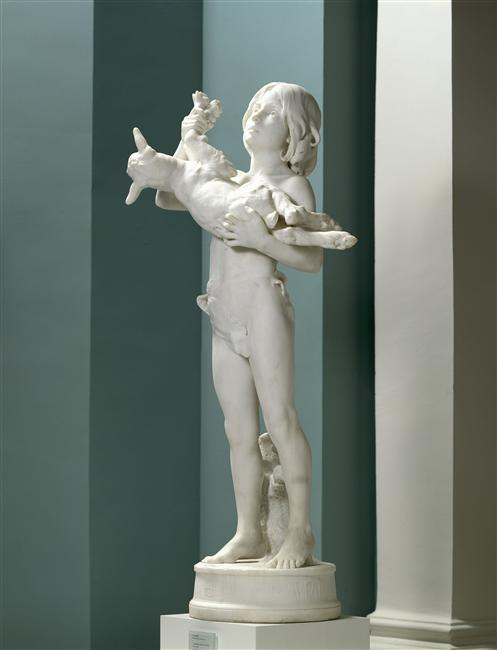
La Première Offrande d'Abel (1887), musée des Beaux-Arts de Valenciennes.
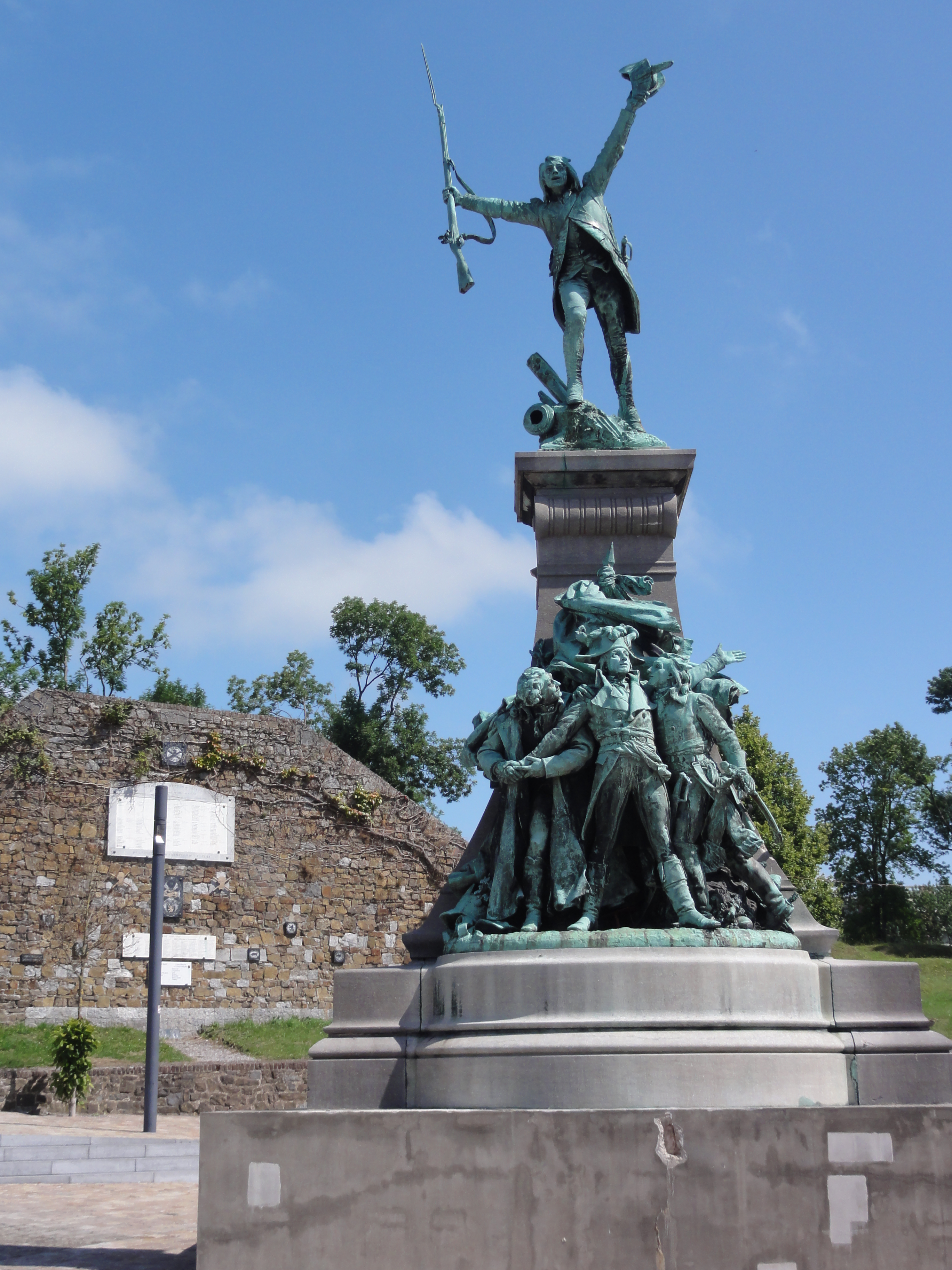
Monument de Wattignies (1893), Maubeuge.
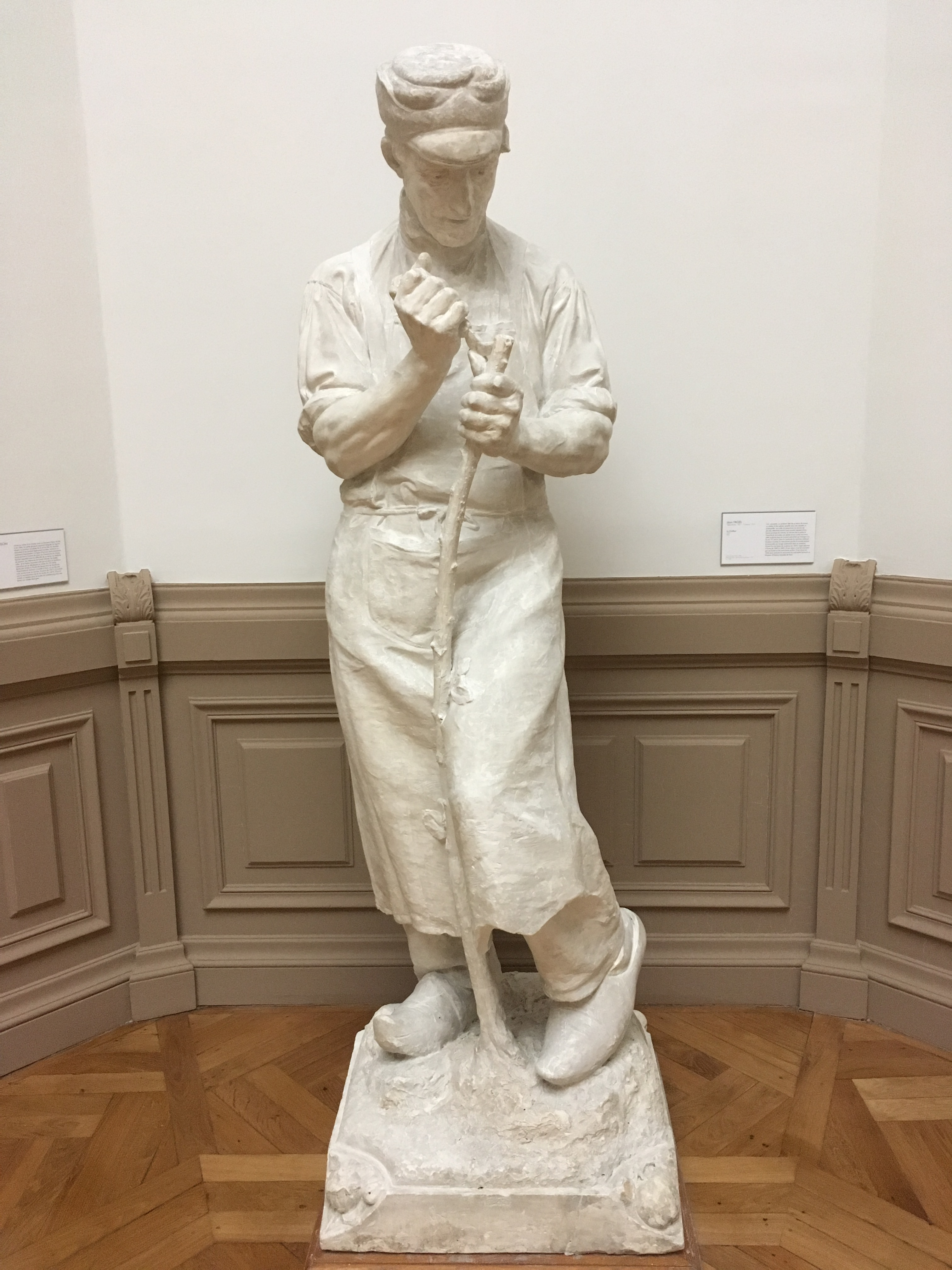
Le Greffeur (vers 1896), Nantes, musée des Beaux-Arts.
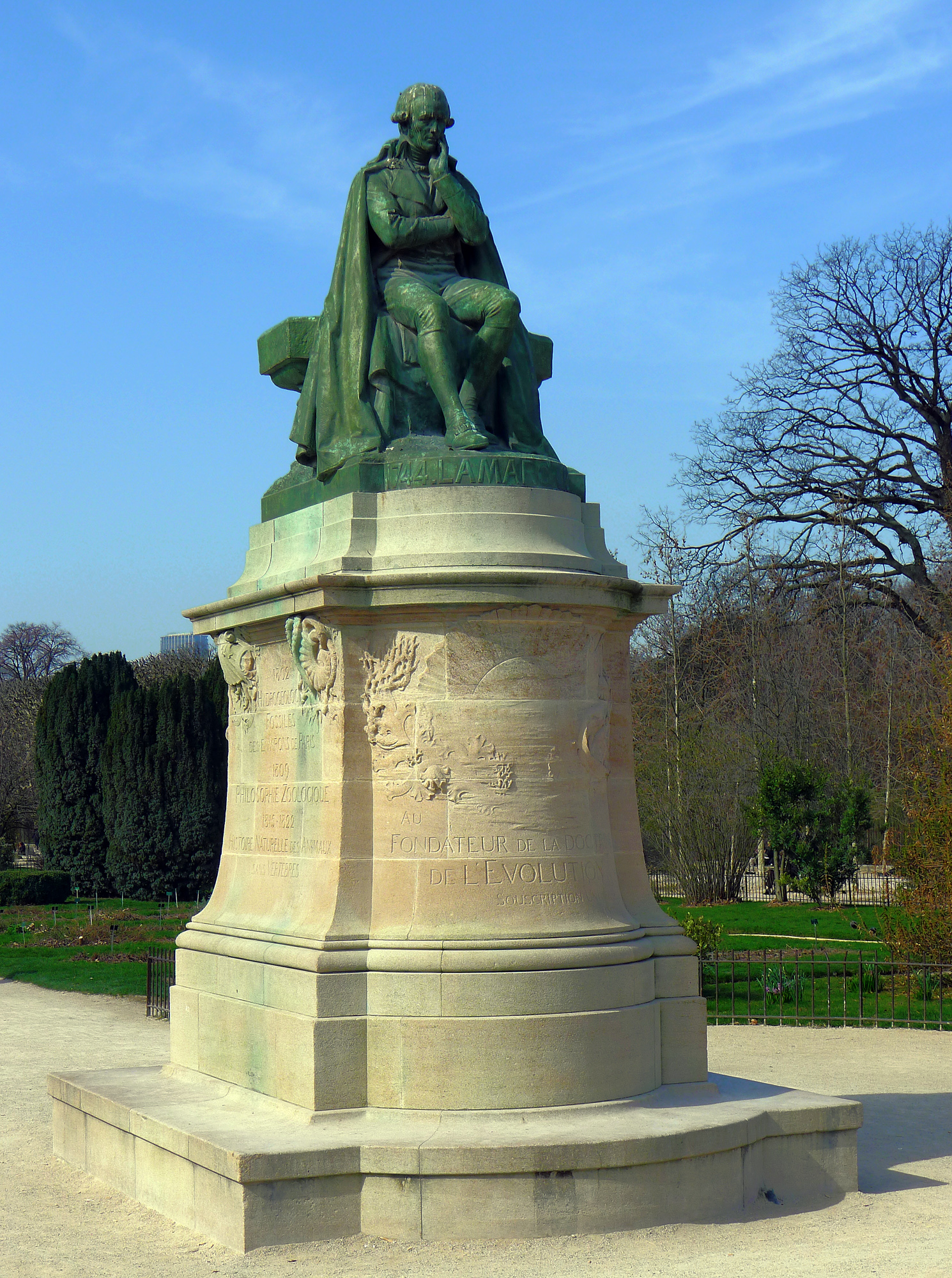
Monument à Jean-Baptiste Lamarck (1909), Paris, Jardin des plantes.
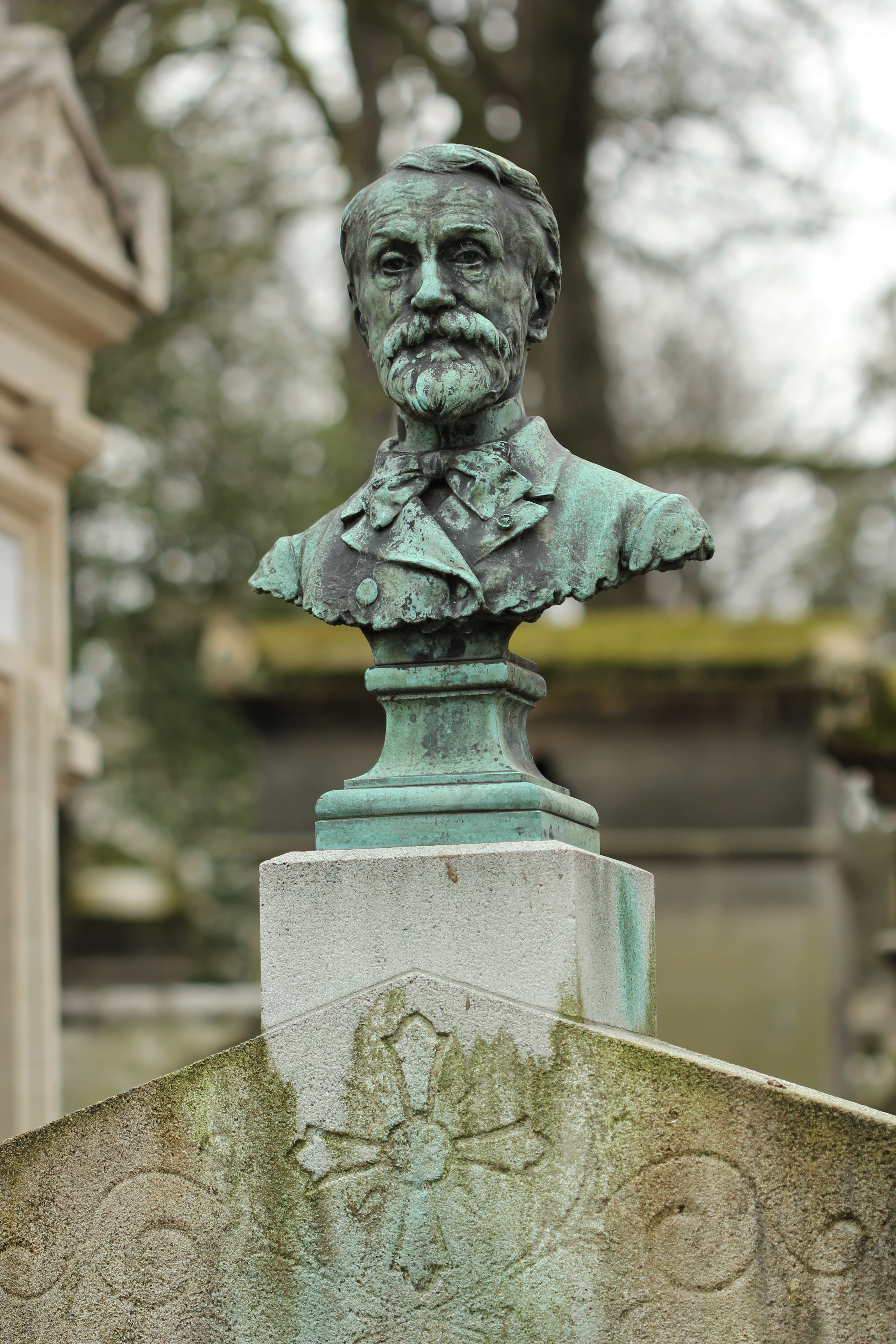
Jules Cavelier, buste ornant sa sépulture, Paris, cimetière du Père-Lachaise.

## Récompenses
- 1882 : médaille de 3e classe.
- 1883 : médaille de 1re classe.
- 1889 : médaille d'or à l'Exposition universelle.
- 1900 : médaille d'or à l'Exposition universelle.

## Distinctions
Léon Fagel est nommé chevalier de l'ordre national de la Légion d'honneur par décret du 5 novembre 1893 puis promu officier du même ordre par décret du 5 avril 1903.